# Torneo de Cantón 2017
El Guangzhou International Women's Open 2017 fue un torneo de tenis jugado en canchas duras al aire libre. Fue la 14.ª edición de la Guangzhou International Women's Open, y parte de los torneos internacionales de la WTA. Se llevó a cabo en Guangzhou (China) del 18 al 23 de septiembre de 2017.

## Cabezas de serie

### Individuales femenino
| Tenista         | Ranking | Preclasificada |
| Peng Shuai      | 24      | 1              |
| Zhang Shuai     | 28      | 2              |
| Anett Kontaveit | 30      | 3              |
| Lesia Tsurenko  | 39      | 4              |
| Elise Mertens   | 41      | 5              |
| Alizé Cornet    | 45      | 6              |
| Samantha Stosur | 49      | 7              |
| Alison Riske    | 50      | 8              |

- Ranking del 11 de septiembre de 2017[2]

### Dobles femenino
| Tenista                                | Ranking | Preclasificada |
| Elise Mertens Demi Schuurs             | 96      | 1              |
| Monique Adamczak Storm Sanders         | 165     | 2              |
| Lesley Kerkhove Lidziya Marozava       | 206     | 3              |
| Jacqueline Cako Aleksandrina Naydenova | 210     | 4              |

## Campeonas

### Individual femenino
Shuai Zhang venció a  Aleksandra Krunić por 6-2, 3-6, 6-2

### Dobles femenino
Elise Mertens /  Demi Schuurs vencieron a  Monique Adamczak /  Storm Sanders por 6-2, 6-3